# St. Antonius (Dahme)

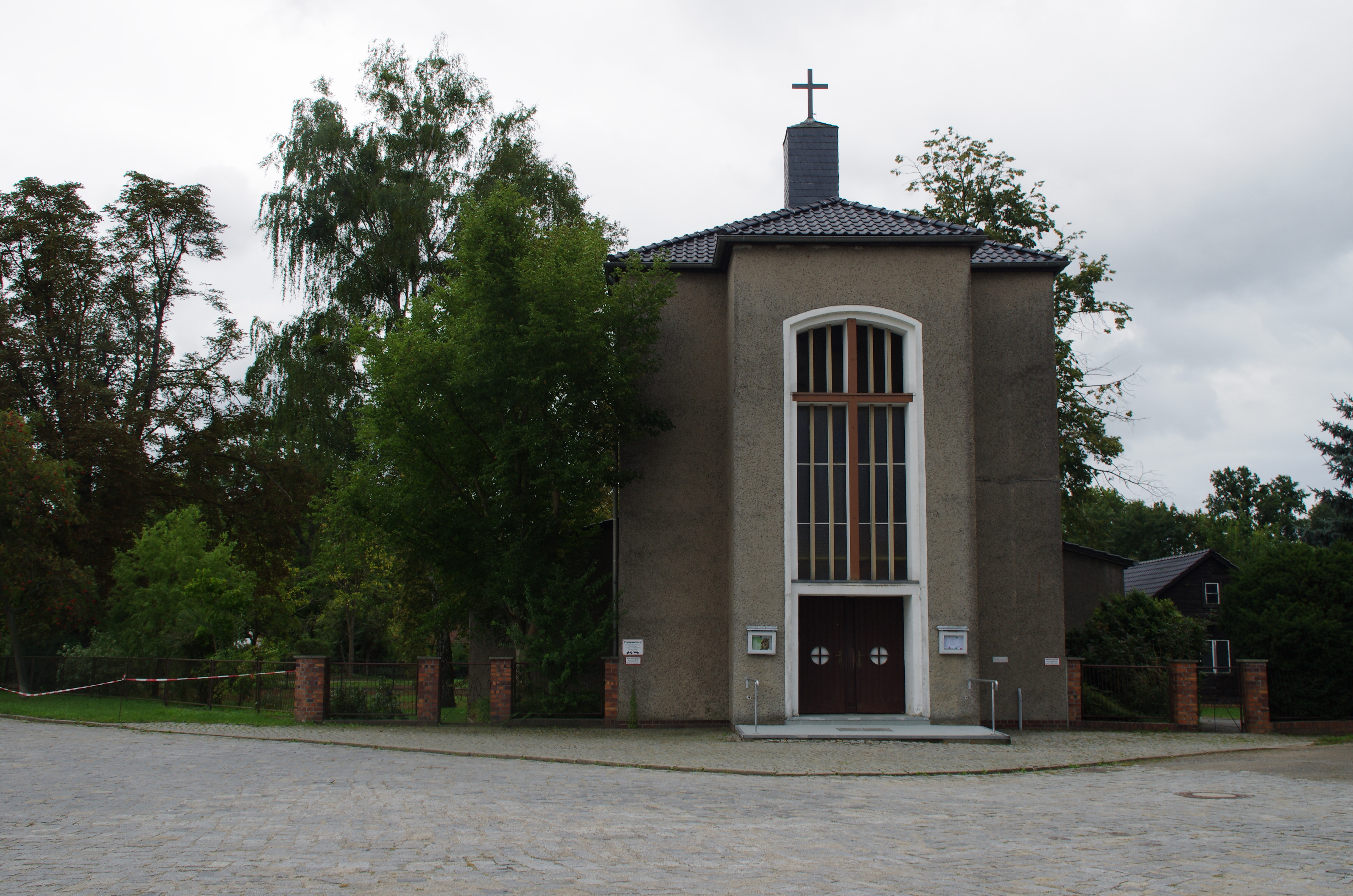
Dahme, St.-Antonius-Kirche

Die St.-Antonius-Kirche in Dahme/Mark im Landkreis Teltow-Fläming in Brandenburg  ist eine Filialkirche der römisch-katholischen Kirchengemeinde Christus König Luckau im Dekanat Lübben-Senftenberg des Bistums Görlitz. Das Kirchengebäude steht als Baudenkmal unter der Erfassungsnummer 09105132 unter Denkmalschutz.

## Geschichte
Durch die Reformation erlosch das katholische Leben in Dahme für mehrere Jahrhunderte. Erst von Mitte des 19. Jahrhunderts an ließ sich eine kleine Zahl von Katholiken in Dahme nieder. Die katholischen Gottesdienste fanden in Dahme zunächst in einem Gasthaus statt.
Die Grundsteinlegung der Kirche fand am 14. August 1932 statt, ihre Benediktion folgte am 13. November 1932.
Nachdem sich die Zahl der Katholiken in der Kirchengemeinde Dahme infolge der Flucht und Vertreibung Deutscher aus Mittel- und Osteuropa auf rund 2.000 vergrößert hatte, wurde Dahme am 6. September 1945 Lokalie und bekam einen eigenen Priester. 1952 folgte die Erhebung der Kirchengemeinde Dahme zur Kuratie, 1953 wurde eine Villa als Pfarrhaus angekauft.
Bis 1982 hatte die Kuratie Dahme noch einen ortsansässigen Seelsorger, danach wurde die Seelsorge in Dahme durch Geistliche aus der Pfarrei Jüterbog ausgeübt.
Am 10. November 1994 wechselte die Kuratie Dahme vom Erzbistum Berlin in das in diesem Jahr gegründete Bistum Görlitz, im Austausch dafür wurde die Pfarrei Golzow vom Bistum Görlitz dem Erzbistum Berlin übergeben.
2010 wurde die Pfarrkuratie Dahme aufgelöst und die St.-Antonius-Kirche nach Luckau eingepfarrt.

## Architektur und Ausstattung
Die Kirche steht an der Ecke Bodenreformweg / Schellstraße. Sie steht auf einem quadratischen Grundriss und ist mit einem Walmdach eingedeckt, das von einem Dachreiter bekrönt wird. Das Gotteshaus wird durch ein Portal an der Nordwestseite erschlossen.
Der Altarraum wird durch eine Darstellung des Gekreuzigten nebst den vier Evangelisten geprägt: Johannes mit dem Adler, Lukas mit dem Stier, Markus mit dem Löwen und Matthäus mit dem Menschen. Links und rechts vom Altarraum stehen Statuen der Mondsichelmadonna und des heiligen Josef von Nazaret, mit den Attributen Winkel in seiner Hand und Petersdom zu seinen Füßen, geschaffen vom Holzbildhauer Felix Hertelt aus Cottbus.
Vor dem Altar ist das Lamm Gottes (Agnus Dei) dargestellt. Eine weitere Statue zeigt den auferstandenen Jesus mit der Siegesfahne. Der Schutzpatron der Kirche, der heilige Antonius von Padua, ist auf einem Holzrelief dargestellt. Hinzu kommen die 14 Kreuzwegstationen.
Die Kirche beherbergt eine barocke Monstranz aus Silber mit teilweiser Vergoldung, über deren Herkunft es in der lateinischen Inschrift auf ihrem Fuß heißt: „Diese Monstranz zur Ehre des Dreifaltigen Gottes besorgte P. Vincentius Holtermann, Dominikanerprofess in Köln am Rhein, zur Zeit Kuratus in Stettin in Pommern, am 19. Oktober 1743. Großer Spender dieser Monstranz war der Hochwürdigste Herr Ferdinand, Abt von Hradisch des heiligen exemten Ordens der Prämonstratenser bei Olmütz in Mähren, den 19. Oktober 1743. Betet für ihn.“ Es ist davon auszugehen, dass die Monstranz für die Soldatengemeinde Stettin, die spätere Propsteigemeinde, angeschafft worden war und 1945 mit Flüchtlingen von Stettin nach Dahme kam.